# США на летних Олимпийских играх 2012
Соединённые Штаты Америки на летних Олимпийских играх 2012 года были представлены 539 спортсменами в 25 видах спорта (208 спортсменов, или более 38 %, выиграли как минимум одну награду). Не были представлены американцы только в гандболе. Впервые в истории женщин в сборной США было больше, чем мужчин.
Американцы в Лондоне заняли первое место в неофициальном командном зачёте как по количеству золотых наград, так и по общему количеству медалей. Завоевав 46 золотых наград, американцы показали свой лучший в истории результат на Олимпийских играх, которые проводились за пределами США (в 1904 году в Сент-Луисе на их счету было 78 золотых наград, а в 1984 году в Лос-Анджелесе — 83). При этом по общему количеству наград (103) американцы выступили несколько хуже, чем 4 годами ранее в Пекине (110 медалей).
Особенно удачно выступили американские пловцы, которые завоевали 16 золотых наград (выступая только в плавании, американцы могли бы занять 4-е место в общекомандном зачёте в Лондоне). Знаменитый Майкл Фелпс выиграл в Лондоне 4 золота и 2 серебра, доведя количество своих олимпийских наград за карьеру до 22, а золотых — до 18. Оба этих показателя являются абсолютными рекордами в истории Олимпийских игр. Райан Лохте выиграл 5 медалей, в том числе 2 золота. 17-летняя Мисси Франклин стала 4-кратной чемпионкой Лондона. 5 медалей (3 золота) на счету Эллисон Шмитт.
9 золотых наград принесли легкоатлеты (в сумме с пловцами они обеспечили своей сборной 25 золотых наград из 46). Три золота (2 из них в эстафетах) на счету бегуньи Эллисон Феликс.
2 августа дзюдоистка Кайла Харрисон завоевала золото в категории до 78 кг, принеся США первую в истории медаль высшего достоинства в этом виде спорта на Олимпийских играх.
Сёстры Винус и Серена Уильямс выиграли в Лондоне свои очередные золотые награды, став первыми в истории тенниса 4-кратными олимпийскими чемпионками (на счету каждой из сестёр по 1 победе в одиночном разряде и 3 совместные победы в женском парном разряде в 2000—2012 годах).
Самым успешным днём Игр для сборной США стало 2 августа, когда были выиграны 6 золотых наград. 4 и 9 августа американцы побеждали по 5 раз.

## Медалисты
| Медаль           | Спортсмен | Вид спорта            | Дисциплина                                    | Дата         |
| ---------------- | --- | --------------------- | --------------------------------------------- | ------------ |
| Золото           | Райан Лохте | Плавание              | Мужчины, 400 метров комплексным плаванием     | 28 июля      |
| Золото           | Кимберли Роуд | Стрельба              | Женщины, скит                                 | 29 июля      |
| Золото           | Дана Воллмер | Плавание              | Женщины, 100 метров баттерфляем               | 29 июля      |
| Золото           | Мэтт Гриверс | Плавание              | Мужчины, 100 метров на спине                  | 30 июля      |
| Золото           | Мисси Франклин | Плавание              | Женщины, 100 метров на спине                  | 30 июля      |
| Золото           | Габриэль Дуглас Джордин Уибер Александра Райсман Кайла Росс Маккайла Марони | Спортивная гимнастика | Женщины, командное первенство                 | 31 июля      |
| Золото           | Винсент Хэнкок | Стрельба              | Мужчины, скит                                 | 31 июля      |
| Золото           | Райан Лохте Конор Дуайер Рики Беренс Майкл Фелпс Чарли Хучин Мэтт Маклин Дэвис Тарватер                                                                                              | Плавание              | Мужчины, 4×200 м вольным стилем               | 31 июля      |
| Золото           | Эллисон Шмитт | Плавание              | Женщины, 200 метров вольным стилем            | 31 июля      |
| Золото           | Кристин Армстронг | Велоспорт             | Женщины, раздельная шоссейная гонка           | 1 августа    |
| Золото           | Натан Эдриан | Плавание              | Мужчины, 100 метров вольным стилем            | 1 августа    |
| Золото           | Мисси Франклин Дана Воллмер Шэннон Вриленд Эллисон Шмитт Лорен Пердью Алисса Андерсон                                                                                                | Плавание              | Женщины, 4×200 м вольным стилем               | 1 августа    |
| Золото           | Габриэль Дуглас | Спортивная гимнастика | Женщины, абсолютное первенство                | 2 августа    |
| Золото           | Кайла Харрисон | Дзюдо                 | Женщины, до 78 кг                             | 2 августа    |
| Золото           | Эрин Кафаро Сьюзан Франсия Эстер Лофгрен Тейлор Ритцель Меган Мусницки Элеанор Логан Кэролайн Линд Кэрин Дэвис Мэри Уиппл                                                            | Академическая гребля  | Женщины, восьмёрки                            | 2 августа    |
| Золото           | Тайлер Клэри | Плавание              | Мужчины, 200 метров на спине                  | 2 августа    |
| Золото           | Майкл Фелпс | Плавание              | Мужчины, 200 метров комплексным стилем        | 2 августа    |
| Золото           | Ребекка Сони | Плавание              | Женщины, 200 метров брассом                   | 2 августа    |
| Золото           | Майкл Фелпс | Плавание              | Мужчины, 100 метров баттерфляем               | 3 августа    |
| Золото           | Кэти Ледецки | Плавание              | Женщины, 800 метров вольным стилем            | 3 августа    |
| Золото           | Мисси Франклин | Плавание              | Женщины, 200 метров брассом                   | 3 августа    |
| Золото           | Джейми Линн Грей | Стрельба              | Женщины, винтовка с трёх позиций, 50 метров   | 4 августа    |
| Золото           | Мэтт Гриверс Брендан Хансен Майкл Фелпс Натан Эдриан Ник Томан Эрик Шанто Тайлер Макгилл Каллен Джонс                                                                                | Плавание              | Мужчины, комбинированная эстафета 4 х 100 м   | 4 августа    |
| Золото           | Мисси Франклин Ребекка Сони Дана Воллмер Эллисон Шмитт Джессика Харди Брия Ларсон Клэр Донахью Рэйчел Бутсма                                                                         | Плавание              | Женщины, комбинированная эстафета 4 х 100 м   | 4 августа    |
| Золото           | Боб Брайан Майк Брайан | Теннис                | Мужчины, парный разряд                        | 4 августа    |
| Золото           | Серена Уильямс | Теннис                | Женщины, одиночный разряд                     | 4 августа    |
| Золото           | Серена Уильямс Винус Уильямс | Теннис                | Женщины, парный разряд                        | 5 августа    |
| Золото           | Саня Ричардс-Росс | Лёгкая атлетика       | Женщины, 400 м                                | 5 августа    |
| Золото           | Дженнифер Сур | Лёгкая атлетика       | Женщины, прыжки с шестом                      | 6 августа    |
| Золото           | Александра Райсман | Спортивная гимнастика | Женщины, вольные упражнения                   | 7 августа    |
| Золото           | Бритни Риз | Лёгкая атлетика       | Женщины, прыжки в длину                       | 8 августа    |
| Золото           | Арис Мерритт | Лёгкая атлетика       | Мужчины, 110 м с барьерами                    | 8 августа    |
| Золото           | Эллисон Феликс | Лёгкая атлетика       | Женщины, 200 м                                | 8 августа    |
| Золото           | Мисти Мэй-Тренор Керри Уолш | Волейбол              | Женщины, пляжный волейбол                     | 8 августа    |
| Золото           | Кларесса Шилдс | Бокс                  | Женщины, до 75 кг                             | 9 августа    |
| Золото           | Женская сборная США по футболу | Футбол                | Женщины                                       | 9 августа    |
| Золото           | Кристиан Тейлор | Лёгкая атлетика       | Мужчины, прыжки в длину                       | 9 августа    |
| Золото           | Эштон Итон | Лёгкая атлетика       | Мужчины, десятиборье                          | 9 августа    |
| Золото           | Женская сборная США по водному поло | Водное поло           | Женщины                                       | 9 августа    |
| Золото           | Тианна Мэдисон Эллисон Феликс Бьянка Найт Кармелита Джетер Дженеба Тармо Лорин Уильямс                                                                                               | Лёгкая атлетика       | Женщины, эстафета 4×100 метров                | 10 августа   |
| Золото           | Джордан Барроуз | Вольная борьба        | Мужчины, до 74 кг                             | 10 августа   |
| Золото           | Женская сборная США по баскетболу | Баскетбол             | Женщины                                       | 11 августа   |
| Золото           | Дэвид Будайя | Прыжки в воду         | Мужчины, вышка, 10 метров                     | 11 августа   |
| Золото           | Франсена Маккорори Саня Ричардс-Росс Диди Троттер Эллисон Феликс Кешья Бейкер Даймонд Диксон                                                                                         | Лёгкая атлетика       | Женщины, эстафета 4×400 метров                | 11 августа   |
| Золото           | Мужская сборная США по баскетболу | Баскетбол             | Мужчины                                       | 12 августа   |
| Золото           | Джейк Варнер | Вольная борьба        | Мужчины, до 96 кг                             | 12 августа   |
| Серебро          | Брейди Эллисон Джейк Камински Джейкоб Вуки | Стрельба из лука      | Мужчины, командное первенство                 | 28 Июля      |
| Серебро          | Элизабет Бейсел | Плавание              | Женщины, 400 метров комплексным плаванием     | 28 Июля      |
| Серебро          | Келси Брайант Эбигейл Джонстон | Прыжки в воду         | Женщины, синхронный трамплин, 3 метра         | 29 Июля      |
| Серебро          | Натан Эдриан Майкл Фелпс Каллен Джонс Райан Лохте Рики Беренс Джимми Фейджн Мэтт Гриверс Джейсон Лезак                                                                               | Плавание              | Мужчины, эстафета 4×100 метров вольным стилем | 29 Июля      |
| Серебро          | Эллисон Шмитт | Плавание              | Женщины, 400 метров вольным стилем            | 29 Июля      |
| Серебро          | Ник Томен | Плавание              | Мужчины, 100 метров на спине                  | 30 Июля      |
| Серебро          | Ребекка Сони | Плавание              | Женщины, 100 метров брассом                   | 30 Июля      |
| Серебро          | Майкл Фелпс | Плавание              | Мужчины, 200 метров баттерфляем               | 31 Июля      |
| Серебро          | Райан Лохте | Плавание              | Мужчины, 200 метров комплексным плаванием     | 2 Августа    |
| Серебро          | Каллен Джонс | Плавание              | Мужчины, 50 метров вольным стилем             | 3 Августа    |
| Серебро          | Сара Хаммер Дотси Бауш Дженни Рид Лорен Тамайо | Велоспорт             | Женщины, командная гонка преследования        | 4 Августа    |
| Серебро          | Гален Рапп | Лёгкая атлетика       | Мужчины, 10000 метров                         | 4 Августа    |
| Серебро          | Кармелита Джетер | Лёгкая атлетика       | Женщины, 100 метров                           | 4 Августа    |
| Серебро          | Маккайла Марони | Спортивная гимнастика | Женщины, опорный прыжок                       | 5 Августа    |
| Серебро          | Майкл Тинсли | Лёгкая атлетика       | Мужчины, 400 метров с барьерами               | 6 Августа    |
| Серебро          | Сара Хаммер | Велоспорт             | Женщины, омнимум                              | 7 Августа    |
| Серебро          | Леонель Манзано | Лёгкая атлетика       | Мужчины, 1500 метров                          | 7 Августа    |
| Серебро          | Эрик Кинард | Лёгкая атлетика       | Мужчины, прыжки в высоту                      | 7 Августа    |
| Серебро          | Доун Харпер | Лёгкая атлетика       | Женщины, 100 метров с барьерами               | 7 Августа    |
| Серебро          | Джейсон Ричардсон | Лёгкая атлетика       | Мужчины, 110 метров с барьерами               | 8 Августа    |
| Серебро          | Лашинда Димус | Лёгкая атлетика       | Женщины, 400 метров с барьерами               | 8 Августа    |
| Серебро          | Эйприл Росс Дженнифер Кесси | Пляжный волейбол      | Женщины                                       | 8 Августа    |
| Серебро          | Эли Андерсон | Плавание              | Женщины, 10 километров в открытой воде        | 9 Августа    |
| Серебро          | Уилл Клэй | Лёгкая атлетика       | Мужчины, тройной прыжок                       | 9 Августа    |
| Серебро          | Трей Харди | Лёгкая атлетика       | Мужчины, десятиборье                          | 9 Августа    |
| Серебро          | Тони Маккей Джошуа Мэнс Брайшон Неллум Энджело Тейлор Мантео Митчелл | Лёгкая атлетика       | Мужчины, эстафета 4×400 метров                | 10 Августа   |
| Серебро          | Бриджитта Барретт | Лёгкая атлетика       | Женщины, прыжки в высоту                      | 11 Августа   |
| Серебро · DSQ[a] | Джастин Гэтлин Райан Бэйли Тайсон Гэй Трелл Киммонс Джефф Демпс Дарвис Пэттон | Лёгкая атлетика       | Мужчины, эстафета 4×100 метров                | 11 Августа   |
| Серебро          | Фольюк Акинрейдью Линдси Берг (капитан) Джордан Ларсон Тамари Миясиро Даниэле Скотт Николь Дэвис Логан Том Кортни Томпсон Тайиба Ханиф-Парк Криста Хармотто Меган Ходж Дестини Хукер | Волейбол              | Женщины                                       | 11 Августа   |
| Бронза           | Питер Вандеркай | Плавание              | Мужчины, 400 метров вольным стилем            | 28 Июля      |
| Бронза           | Мисси Франклин Джессика Харди Лиа Нил Эллисон Шмитт Аманда Уэйр Натали Коглин | Плавание              | Женщины, эстафета 4×100 метров вольным стилем | 28 Июля      |
| Бронза           | Брендан Хансен | Плавание              | Мужчины, 100 метров брассом                   | 29 Июля      |
| Бронза           | Дэвид Будайя Николас Маккрой | Прыжки в воду         | Мужчины, синхронная вышка, 10 метров          | 30 Июля      |
| Бронза           | Марти Мэллой | Дзюдо                 | Женщины, до 57 кг                             | 30 Июля      |
| Бронза           | Кейтлин Леверенц | Плавание              | Женщины, 200 метров комплексным плаванием     | 31 Июля      |
| Бронза           | Трой Дюмей Кристиан Ипсен | Прыжки в воду         | Мужчины, синхронный трамплин, 3 метра         | 1 Августа    |
| Бронза           | Дэнелл Лейва | Спортивная гимнастика | Мужчины, абсолютное первенство                | 1 Августа    |
| Бронза           | Натали Делл Меган Калмо Кара Колер Эдриенн Мартелли | Академическая гребля  | Женщины, парные четвёрки                      | 1 Августа    |
| Бронза           | Райан Лохте | Плавание              | Мужчины, 200 метров на спине                  | 2 Августа    |
| Бронза           | Элизабет Бейсел | Плавание              | Женщины, 200 метров на спине                  | 3 Августа    |
| Бронза           | Риз Хоффа | Лёгкая атлетика       | Мужчины, толкание ядра                        | 3 Августа    |
| Бронза           | Кортни Хёрли Келли Хёрли Майя Лоуренс Сьюзи Скэнлон | Фехтование            | Женщины, шпага среди команд                   | 4 Августа    |
| Бронза           | Скотт Голт Чарли Коул Гленн Очал Хенрик Руммель | Академическая гребля  | Мужчины, четвёрки                             | 4 Августа    |
| Бронза           | Уилл Клэй | Лёгкая атлетика       | Мужчины, прыжки в длину                       | 4 Августа    |
| Бронза           | Майк Брайан Лиза Реймонд | Теннис                | Смешанный парный разряд                       | 5 Августа    |
| Бронза           | Джастин Гэтлин | Лёгкая атлетика       | Мужчины, 100 метров                           | 5 Августа    |
| Бронза           | Диди Троттер | Лёгкая атлетика       | Женщины, 400 метров                           | 5 Августа    |
| Бронза           | Мэттью Эммонс | Стрельба              | Мужчины, винтовка с трёх позиций, 50 метров   | 6 Августа    |
| Бронза           | Александра Райсман | Спортивная гимнастика | Женщины, бревно                               | 7 Августа    |
| Бронза           | Келли Уэллс | Лёгкая атлетика       | Женщины, 100 метров с барьерами               | 7 Августа    |
| Бронза           | Марлен Эспарса | Бокс                  | Женщины, до 51 кг                             | 8 Августа    |
| Бронза           | Кармелита Джетер | Лёгкая атлетика       | Женщины, 200 метров                           | 8 Августа    |
| Бронза           | Дженей Делоач | Лёгкая атлетика       | Женщины, прыжки в длину                       | 8 Августа    |
| Бронза           | Кларисса Чун | Вольная борьба        | Женщины, до 48 кг                             | 8 Августа    |
| Бронза           | Терренс Дженнингс | Тхэквондо             | Мужчины, до 68 кг                             | 9 Августа    |
| Бронза           | Пейдж Макферсон | Тхэквондо             | Женщины, до 67 кг                             | 10 Августа   |
| Бронза           | Джорджия Гулд | Велоспорт             | Женщины, маунтинбайк                          | 11 Августа   |
| Бронза           | Коулман Скотт | Вольная борьба        | Мужчины, до 60 кг                             | 11 Августа   |
| Бронза           | Тервел Длагнев | Вольная борьба        | Мужчины, до 120 кг                            | 26 Июля 2019 |

a В мае 2015 года МОК дисквалифицировал члена американской команды в эстафете 4×100 метров Тайсона Гэя за применение допинга и лишил его, а также всю эстафетную команду США (Трелл Киммонс, Джастин Гэтлин, Райан Бейли, Джефф Демпс, Дарвис Петтон) серебряных медалей.
b 
23 июля 2019 года решением МОК Артур Таймазов, выступавший за сборную Узбекистана, был лишен золотой медали Олимпийских игр 2012 года в результате перепроверки допинг-проб.
26 июля 2019 года МОК и Международная федерация борьбы (UWW) перераспределили  медали Олимпийских игр 2012 года, и Тервел Длагнев (США) был объявлен бронзовым призёром Игр.,

### Медали по видам спорта
| Спорт                | 1  | 2  | 3  | Всего |
| Плавание             | 16 | 9  | 6  | 31    |
| Лёгкая атлетика      | 9  | 12 | 7  | 28    |
| Гимнастика           | 3  | 1  | 2  | 6     |
| Стрельба             | 3  | 0  | 1  | 4     |
| Теннис               | 3  | 0  | 1  | 4     |
| Борьба               | 2  | 0  | 3  | 5     |
| Баскетбол            | 2  | 0  | 0  | 2     |
| Велоспорт            | 1  | 2  | 1  | 4     |
| Волейбол             | 1  | 2  | 0  | 3     |
| Прыжки в воду        | 1  | 1  | 2  | 4     |
| Академическая гребля | 1  | 0  | 2  | 3     |
| Бокс                 | 1  | 0  | 1  | 2     |
| Дзюдо                | 1  | 0  | 1  | 2     |
| Футбол               | 1  | 0  | 0  | 1     |
| Водное поло          | 1  | 0  | 0  | 1     |
| Стрельба из лука     | 0  | 1  | 0  | 1     |
| Таэквондо            | 0  | 0  | 2  | 2     |
| Фехтование           | 0  | 0  | 1  | 1     |
| Всего                | 46 | 28 | 30 | 104   |

### Медали по дням
| Дата              | 1  | 2  | 3  | Итого |
| 28 июля           | 1  | 2  | 2  | 5     |
| 29 июля           | 2  | 3  | 1  | 6     |
| 30 июля           | 2  | 2  | 2  | 6     |
| 31 июля           | 4  | 1  | 1  | 6     |
| 1 августа         | 3  | 0  | 3  | 6     |
| 2 августа         | 6  | 1  | 1  | 8     |
| 3 августа         | 3  | 1  | 2  | 6     |
| 4 августа         | 5  | 3  | 3  | 11    |
| 5 августа         | 2  | 1  | 3  | 6     |
| 6 августа         | 1  | 1  | 1  | 3     |
| 7 августа         | 1  | 4  | 2  | 7     |
| 8 августа         | 4  | 3  | 4  | 11    |
| 9 августа         | 5  | 3  | 1  | 9     |
| 10 августа        | 2  | 1  | 1  | 4     |
| 11 августа        | 3  | 2  | 2  | 7     |
| 12 августа        | 2  | 0  | 0  | 2     |
| 26 июля 2019 года | 0  | 0  | 1  | 1     |
| Total             | 46 | 28 | 30 | 104   |

## Результаты соревнований

### Академическая гребля
В следующий раунд из каждого заезда проходили несколько лучших экипажей (в зависимости от дисциплины). В утешительный заезд попадали спортсмены, выбывшие в предварительном раунде. В финал A выходили 6 сильнейших экипажей, остальные разыгрывали места в утешительных финалах B-F.
Мужчины
| Соревнование         | Спортсмены | Предварительный заезд | Предварительный заезд | Предварительный заезд | Отборочный заезд | Отборочный заезд | Отборочный заезд | Четвертьфинал | Четвертьфинал | Четвертьфинал | Полуфинал     | Полуфинал     | Полуфинал     | Финал   | Финал   | Итоговое место |
| Соревнование         | Спортсмены | Заезд                 | Время                 | Место                 | Заезд            | Время            | Место            | Заезд         | Время         | Место         | Заезд         | Время         | Место         | Время   | Место   | Итоговое место |
| -------------------- | --- | --------------------- | --------------------- | --------------------- | ---------------- | ---------------- | ---------------- | ------------- | ------------- | ------------- | ------------- | ------------- | ------------- | ------- | ------- | -------------- |
| одиночки             | Кеннет Юрковски | 6                     | 7:08,49               | 3 Q                   | Не участвовал    | Не участвовал    | Не участвовал    | 3             | 7:18,27       | 5             | Полуфинал C/D | Полуфинал C/D | Полуфинал C/D | Финал D | Финал D | 24             |
| одиночки             | Кеннет Юрковски | 6                     | 7:08,49               | 3 Q                   | Не участвовал    | Не участвовал    | Не участвовал    | 3             | 7:18,27       | 5             | 2             | 7:56,51       | 6             | DNS     | DNS     | 24             |
| двойки               | Томас Песек Сайлас Стэффорд                                                                                            | 2                     | 6:26,59               | 4                     | 1                | 6:27,41          | 3 Q              | не проводится | не проводится | не проводится | 1             | 6:58,58       | 4             | Финал B | Финал B | 8              |
| двойки               | Томас Песек Сайлас Стэффорд                                                                                            | 2                     | 6:26,59               | 4                     | 1                | 6:27,41          | 3 Q              | не проводится | не проводится | не проводится | 1             | 6:58,58       | 4             | 6:53,30 | 2       | 8              |
| Четвёрки             | Чарли Коул Скотт Голт Гленн Очал Хенрик Руммель                                                                        |                       |                       |                       |                  |                  |                  |               |               |               |               |               |               |         |         |                |
| Парные четвёрки      | |                       |                       |                       |                  |                  |                  |               |               |               |               |               |               |         |         |                |
| Четвёрки, лёгкий вес | Энтони Фаден Ник ЛаКава Уилл Ньюэлл Робин Прендс                                                                       |                       |                       |                       |                  |                  |                  |               |               |               |               |               |               |         |         |                |
| Восьмёрки            | Дэвид Бэнкс Грант Джеймс Стив Каспжик Уилл Миллер Зак Влахос Джейк Корнелиус Росс Джеймс Джузеппе Ланцоне Бретт Ньюлин |                       |                       |                       |                  |                  |                  |               |               |               |               |               |               |         |         |                |

Женщины
| Соревнование              | Спортсмены                   | Отборочная гонка | Отборочная гонка | Четвертьфинал/ Дополнительная гонка | Четвертьфинал/ Дополнительная гонка | Полуфинал | Полуфинал | Финал | Финал |
| Соревнование              | Спортсмены                   | Время            | Место            | Время                               | Место                               | Время     | Место     | Время | Место |
| ------------------------- | ---------------------------- | ---------------- | ---------------- | ----------------------------------- | ----------------------------------- | --------- | --------- | ----- | ----- |
| Одиночки                  | Дженевра Стоун               |                  |                  |                                     |                                     |           |           |       |       |
| Двойки                    | Сара Хендершот Сара Зеленка  |                  |                  |                                     |                                     |           |           |       |       |
| Парные двойки             | Маргот Шамвэй Сара Троубридж |                  |                  |                                     |                                     |           |           |       |       |
| Парные двойки, лёгкий вес | Сара Хедстрём Джули Николс   |                  |                  |                                     |                                     |           |           |       |       |
| Парные четвёрки           |                              |                  |                  |                                     |                                     |           |           |       |       |
| Восьмёрки                 |                              |                  |                  |                                     |                                     |           |           |       |       |

### Бадминтон
Спортсменов — 3
Мужчины
| Соревнование  | Спортсмены              | Групповой этап | Групповой этап | Групповой этап | 1/8 финала    | 1/4 финала    | 1/2 финала    | Финал         | Финал |
| Соревнование  | Спортсмены              | 1 матч         | 2 матч         | 3 матч         | 1/8 финала    | 1/4 финала    | 1/2 финала    | Финал         | Финал |
| Соревнование  | Спортсмены              | Соперник Счёт  | Соперник Счёт  | Соперник Счёт  | Соперник Счёт | Соперник Счёт | Соперник Счёт | Соперник Счёт | Место |
| ------------- | ----------------------- | -------------- | -------------- | -------------- | ------------- | ------------- | ------------- | ------------- | ----- |
| Парный разряд | Ховард Бак Тони Гунаван |                |                |                |               |               |               |               |       |

Женщины
| Соревнование     | Спортсмены | Групповой этап | Групповой этап | Групповой этап | 1/8 финала    | 1/4 финала    | 1/2 финала    | Финал         | Финал |
| Соревнование     | Спортсмены | 1 матч         | 2 матч         | 3 матч         | 1/8 финала    | 1/4 финала    | 1/2 финала    | Финал         | Финал |
| Соревнование     | Спортсмены | Соперник Счёт  | Соперник Счёт  | Соперник Счёт  | Соперник Счёт | Соперник Счёт | Соперник Счёт | Соперник Счёт | Место |
| ---------------- | ---------- | -------------- | -------------- | -------------- | ------------- | ------------- | ------------- | ------------- | ----- |
| Одиночный разряд | Рена Ван   |                |                |                |               |               |               |               |       |

### Баскетбол
Спортсменов — 24

#### Мужчины
Состав команды
| Мужская сборная США по баскетболу | Мужская сборная США по баскетболу | Мужская сборная США по баскетболу | Мужская сборная США по баскетболу | Мужская сборная США по баскетболу | Мужская сборная США по баскетболу | Мужская сборная США по баскетболу | Мужская сборная США по баскетболу | Мужская сборная США по баскетболу |
| №                                 | Имя                               | Возраст и дата рождения           | Рост                              | Клуб                              | Игры                              | Очки                              | Подборы                           | Передачи                          |
| --------------------------------- | --------------------------------- | --------------------------------- | --------------------------------- | --------------------------------- | --------------------------------- | --------------------------------- | --------------------------------- | --------------------------------- |
|                                   | Коби Брайант                      | 23 августа 1978 (33 года)         | 1,98 м                            | Лос-Анджелес Лейкерс              |                                   |                                   |                                   |                                   |
|                                   | Леброн Джеймс                     | 30 декабря 1984 (27 лет)          | 2,03 м                            | Майами Хит                        |                                   |                                   |                                   |                                   |
|                                   | Кевин Дюрант                      | 29 сентября 1988 (23 года)        | 2,06 м                            | Оклахома-Сити Тандер              |                                   |                                   |                                   |                                   |
|                                   | Блэйк Гриффин                     | 16 марта 1989 (23 года)           | 2,08 м                            | Лос-Анджелес Клипперс             |                                   |                                   |                                   |                                   |
|                                   | Андре Игудала                     | 28 января 1984 (28 лет)           | 1,98 м                            | Филадельфия Севенти Сиксерс       |                                   |                                   |                                   |                                   |
|                                   | Кевин Лав                         | 7 сентября 1988 (23 года)         | 2,08 м                            | Миннесота Тимбервулвз             |                                   |                                   |                                   |                                   |
|                                   | Крис Пол                          | 6 мая 1985 (27 лет)               | 1,83 м                            | Лос-Анджелес Клипперс             |                                   |                                   |                                   |                                   |
|                                   | Дерон Уильямс                     | 26 июля 1984 (28 лет)             | 1,91 м                            | Бруклин Нетс                      |                                   |                                   |                                   |                                   |
|                                   | Рассел Уэстбрук                   | 12 ноября 1988 (23 года)          | 1,91 м                            | Оклахома-Сити Тандер              |                                   |                                   |                                   |                                   |
|                                   | Джеймс Харден                     | 26 августа 1989 (22 года)         | 1,96 м                            | Оклахома-Сити Тандер              |                                   |                                   |                                   |                                   |
|                                   | Тайсон Чендлер                    | 2 октября 1982 (29 лет)           | 2,16 м                            | Нью-Йорк Никс                     |                                   |                                   |                                   |                                   |
|                                   | Кармело Энтони                    | 29 мая 1984 (28 лет)              | 2,03 м                            | Нью-Йорк Никс                     |                                   |                                   |                                   |                                   |
| Главный тренер: Майк Кшижевски    |                                   |                                   |                                   |                                   |                                   |                                   |                                   |                                   |

Результаты
Группа A
| Место | Команда   | В | П | МЗ | МП | МР | Очки |
| ----- | --------- | - | - | -- | -- | -- | ---- |
| 1     | Аргентина | 0 | 0 | 0  | 0  | 0  | 0    |
| 2     | Литва     | 0 | 0 | 0  | 0  | 0  | 0    |
| 3     | Нигерия   | 0 | 0 | 0  | 0  | 0  | 0    |
| 4     | США       | 0 | 0 | 0  | 0  | 0  | 0    |
| 5     | Тунис     | 0 | 0 | 0  | 0  | 0  | 0    |
| 6     | Франция   | 0 | 0 | 0  | 0  | 0  | 0    |

| 29 июля 2012 14:30 (UTC+1) |  | США | 98:71 | Франция | Баскетбольная арена, Лондон |

| 31 июля 2012 22:15 (UTC+1) |  | Тунис | 63:110 | США | Баскетбольная арена, Лондон |

| 2 августа 2012 22:15 (UTC+1) |  | США | 156:73 | Нигерия | Баскетбольная арена, Лондон |

| 4 августа 2012 14:30 (UTC+1) |  | Литва | ' | США | Баскетбольная арена, Лондон |

| 6 августа 2012 22:15 (UTC+1) |  | Аргентина | ' | США | Баскетбольная арена, Лондон |

#### Женщины
Состав команды
| Женская сборная США по баскетболу | Женская сборная США по баскетболу | Женская сборная США по баскетболу | Женская сборная США по баскетболу | Женская сборная США по баскетболу | Женская сборная США по баскетболу | Женская сборная США по баскетболу | Женская сборная США по баскетболу | Женская сборная США по баскетболу |
| №                                 | Имя                               | Возраст и дата рождения           | Рост                              | Клуб                              | Игры                              | Очки                              | Подборы                           | Передачи                          |
| --------------------------------- | --------------------------------- | --------------------------------- | --------------------------------- | --------------------------------- | --------------------------------- | --------------------------------- | --------------------------------- | --------------------------------- |
|                                   | Сью Бёрд                          | 16 октября 1980 (31 год)          | 1,75 м                            | Сиэтл Шторм УГМК                  |                                   |                                   |                                   |                                   |
|                                   | Эйша Джонс                        | 1 августа 1980 (31 год)           | 1,91 м                            | Коннектикут Сан Ривас Экополис    |                                   |                                   |                                   |                                   |
|                                   | Тамика Катчингс                   | 21 июля 1979 (33 года)            | 1,85 м                            | Индиана Февер                     |                                   |                                   |                                   |                                   |
|                                   | Свин Кэш                          | 22 сентября 1979 (32 года)        | 1,85 м                            | Сиэтл Шторм                       |                                   |                                   |                                   |                                   |
|                                   | Энджел Маккатри                   | 10 сентября 1986 (25 лет)         | 1,85 м                            | Атланта Дрим Фенербахче           |                                   |                                   |                                   |                                   |
|                                   | Майя Мур                          | 11 июня 1989 (23 года)            | 1,83 м                            | Миннесота Линкс Рос Касерес       |                                   |                                   |                                   |                                   |
|                                   | Сеймон Огюстас                    | 30 апреля 1984 (28 лет)           | 1,83 м                            | Миннесота Линкс Спарта&К          |                                   |                                   |                                   |                                   |
|                                   | Кэндис Паркер                     | 19 июня 1986 (26 лет)             | 1,93 м                            | Лос-Анджелес Спаркс УГМК          |                                   |                                   |                                   |                                   |
|                                   | Дайана Таурази                    | 11 июня 1982 (30 лет)             | 1,83 м                            | Финикс Меркьюри УГМК              |                                   |                                   |                                   |                                   |
|                                   | Линдсей Уэйлен                    | 9 мая 1982 (30 лет)               | 1,75 м                            | Миннесота Линкс                   |                                   |                                   |                                   |                                   |
|                                   | Сильвия Фаулз                     | 6 октября 1985 (26 лет)           | 1,98 м                            | Чикаго Скай Галатасарай           |                                   |                                   |                                   |                                   |
|                                   | Тина Чарльз                       | 5 декабря 1988 (23 года)          | 1,93 м                            | Коннектикут Сан Висла Кэн-Пак     |                                   |                                   |                                   |                                   |
| Главный тренер: Джино Оримма      |                                   |                                   |                                   |                                   |                                   |                                   |                                   |                                   |

Результаты
Группа A
| Место | Команда  | В | П | МЗ | МП | МР | Очки |
| ----- | -------- | - | - | -- | -- | -- | ---- |
| 1     | Ангола   | 0 | 0 | 0  | 0  | 0  | 0    |
| 2     | Китай    | 0 | 0 | 0  | 0  | 0  | 0    |
| 3     | США      | 0 | 0 | 0  | 0  | 0  | 0    |
| 4     | Турция   | 0 | 0 | 0  | 0  | 0  | 0    |
| 5     | Хорватия | 0 | 0 | 0  | 0  | 0  | 0    |
| 6     | Чехия    | 0 | 0 | 0  | 0  | 0  | 0    |

| 28 июля 2012 16:45 (UTC+1) |  | США | ' | Хорватия | Баскетбол арена |

| 30 июля 2012 22:15 (UTC+1) |  | Ангола | ' | США | Баскетбол арена |

| 1 августа 2012 22:15 (UTC+1) |  | США | ' | Турция | Баскетбол арена |

| 3 августа 2012 22:15 (UTC+1) |  | Чехия | ' | США | Баскетбол арена |

| 5 августа 2012 16:45 (UTC+1) |  | Китай | ' | США | Баскетбол арена |

### Бокс
Спортсменов — 11
Мужчины
| Соревнование | Спортсмены      | Первый раунд                  | Второй раунд                        | Четвертьфинал                 | Полуфинал            | Финал                |
| Соревнование | Спортсмены      | Соперник Результат            | Соперник Результат                  | Соперник Результат            | Соперник Результат   | Соперник Результат   |
| ------------ | --------------- | ----------------------------- | ----------------------------------- | ----------------------------- | -------------------- | -------------------- |
| до 52 кг     | Роши Уоррен     |                               | Нордин Убаали (FRA) П 18-19         | Завершил выступление          | Завершил выступление | Завершил выступление |
| до 56 кг     | Джозеф Диас     | Павел Ищенко (UKR) В 19-9     | Ласаро Альварес (CUB) П 15-21       | Завершил выступление          | Завершил выступление | Завершил выступление |
| до 60 кг     | Хосе Рамирес    | Рашид Аззедин (FRA) В 21-20   | Фазлиддин Гаибназаров (UZB) П 11-15 | Завершил выступление          | Завершил выступление | Завершил выступление |
| до 64 кг     | Джамель Херринг | Данияр Елеусинов (KAZ) П 9-19 | Завершил выступление                | Завершил выступление          | Завершил выступление | Завершил выступление |
| до 69 кг     | Эррол Спенс     | Мике Карвалью (BRA) В 16-10   | Викас Кришан (IND) В 15-13          | Андрей Замковой (RUS) П 11-16 | Завершил выступление | Завершил выступление |
| до 75 кг     | Террелл Гауша   | Андраник Акопян (ARM) В RSC   | Вижендер Сингх (IND) П 14-15        | Завершил выступление          | Завершил выступление | Завершил выступление |
| до 81 кг     | Маркус Браун    | Дэмьен Хупер (AUS) П 11-13    | Завершил выступление                | Завершил выступление          | Завершил выступление | Завершил выступление |
| до 91 кг     | Майкл Хантер    |                               | Артур Бетербиев (RUS) П 10-10+      | Завершил выступление          | Завершил выступление | Завершил выступление |
| свыше 91 кг  | Доминик Бризил  |                               | Магомед Омаров (RUS) П 8-19         | Завершил выступление          | Завершил выступление | Завершил выступление |

Женщины
| Соревнование | Спортсмены       | Первый раунд                | Четвертьфинал                | Полуфинал                     | Финал                           | Место                 |
| Соревнование | Спортсмены       | Соперник Результат          | Соперник Результат           | Соперник Результат            | Соперник Результат              | Место                 |
| ------------ | ---------------- | --------------------------- | ---------------------------- | ----------------------------- | ------------------------------- | --------------------- |
| до 51 кг     | Марлен Эспарса   |                             | Карла Мальокко (VEN) В 24-16 | Жэнь Цаньцань (CHN) П 8-10    | Завершила выступление           | 3                     |
| до 60 кг     | Куанита Андервуд | Наташа Джонас (GBR) П 13-21 | Завершила выступление        | Завершила выступление         | Завершила выступление           | Завершила выступление |
| до 75 кг     | Кларесса Шилдс   |                             | Анна Лаурелль (SWE) В 18-14  | Марина Вольнова (KAZ) В 29-15 | Надежда Торлопова (RUS) В 19-12 | 1                     |

### Велоспорт
Спортсменов —

#### Шоссейный велоспорт
Мужчины
| Соревнование     | Спортсмены | Время | Место |
| ---------------- | ---------- | ----- | ----- |
| Групповая гонка  |            |       |       |
|                  |            |       |       |
|                  |            |       |       |
|                  |            |       |       |
|                  |            |       |       |
| Раздельная гонка |            |       |       |

Женщины
| Соревнование     | Спортсмены | Время | Место |
| ---------------- | ---------- | ----- | ----- |
| Групповая гонка  |            |       |       |
|                  |            |       |       |
|                  |            |       |       |
|                  |            |       |       |
| Раздельная гонка |            |       |       |
|                  |            |       |       |

#### Трековый велоспорт
Мужчины
| Соревнование | Спортсмены | Квалификация | Квалификация | Первый раунд   | Второй раунд   | 1\4 финала     | 1\2 финала     | Финал Матч за 3-е место | Место |
| Соревнование | Спортсмены | Время        | Место        | Соперник Время | Соперник Время | Соперник Время | Соперник Время | Соперник Время Очки     | Место |
| ------------ | ---------- | ------------ | ------------ | -------------- | -------------- | -------------- | -------------- | ----------------------- | ----- |
| Спринт       |            |              |              |                |                |                |                |                         |       |
| Перезаезд    |            |              |              |                |                |                |                |                         |       |
| Омниум       |            |              |              |                |                |                |                |                         |       |

Женщины
| Соревнование                  | Спортсмены | Квалификация | Квалификация | Первый раунд   | Второй раунд   | 1\4 финала     | 1\2 финала     | Финал Матч за 3-е место | Место |
| Соревнование                  | Спортсмены | Время        | Место        | Соперник Время | Соперник Время | Соперник Время | Соперник Время | Соперник Время Очки     | Место |
| ----------------------------- | ---------- | ------------ | ------------ | -------------- | -------------- | -------------- | -------------- | ----------------------- | ----- |
| Командная гонка преследования |            |              |              |                |                |                |                |                         |       |
| Омниум                        |            |              |              |                |                |                |                |                         |       |

#### Маунтинбайк
Мужчины
| Соревнование | Спортсмены | Результат | Отставание | Место |
| ------------ | ---------- | --------- | ---------- | ----- |
| Кросс-кантри |            |           |            |       |
|              |            |           |            |       |

Женщины
| Соревнование | Спортсмены | Результат | Отставание | Место |
| ------------ | ---------- | --------- | ---------- | ----- |
| Кросс-кантри |            |           |            |       |
|              |            |           |            |       |

#### BMX
Мужчины
| Соревнование | Спортсмены | Квалификация | Квалификация | Квалификация | 1\4 финала    | 1\4 финала    | 1\4 финала    | 1\4 финала | 1\4 финала | 1\2 финала    | 1\2 финала    | 1\2 финала    | 1\2 финала | 1\2 финала | Финал         | Финал         | Финал         | Финал | Место |
| Соревнование | Спортсмены | 1 попытка    | 2 попытка    | место        | 1 гонка Место | 2 гонка Место | 3 гонка Место | Всего      | Место      | 1 гонка Место | 2 гонка Место | 3 гонка Место | Всего      | Место      | 1 гонка Место | 2 гонка Место | 3 гонка Место | Всего | Место |
| ------------ | ---------- | ------------ | ------------ | ------------ | ------------- | ------------- | ------------- | ---------- | ---------- | ------------- | ------------- | ------------- | ---------- | ---------- | ------------- | ------------- | ------------- | ----- | ----- |
| BMX          |            |              |              |              |               |               |               |            |            |               |               |               |            |            |               |               |               |       |       |
|              |            |              |              |              |               |               |               |            |            |               |               |               |            |            |               |               |               |       |       |
|              |            |              |              |              |               |               |               |            |            |               |               |               |            |            |               |               |               |       |       |

Женщины
| BMX |  |  |  |  |  |  |  |  |  |  |  |  |  |
|     |  |  |  |  |  |  |  |  |  |  |  |  |  |

### Водные виды спорта

#### Плавание
Спортсменов — 38
В следующий раунд на каждой дистанции проходят лучшие спортсмены по времени, независимо от места занятого в своём заплыве.
Мужчины
| Соревнование                 | Спортсмен        | Предварительные заплывы | Предварительные заплывы | Полуфиналы | Полуфиналы | Финал     | Финал |
| Соревнование                 | Спортсмен        | Результат               | Место                   | Результат  | Место      | Результат | Место |
| ---------------------------- | ---------------- | ----------------------- | ----------------------- | ---------- | ---------- | --------- | ----- |
| 50 м вольный стиль           | Каллен Джонс     | 21,95                   | 6                       | 21,54      | 1          | 21,54     | 2     |
| 50 м вольный стиль           | Энтони Эрвин     | 21,83                   | 4                       | 21,62      | 3          | 21,78     | 5     |
| 100 м вольный стиль          | Натан Эдриан     |                         |                         |            |            |           |       |
| 100 м вольный стиль          | Каллен Джонс     |                         |                         |            |            |           |       |
| 200 м вольный стиль          | Рикки Беренс     |                         |                         |            |            |           |       |
| 200 м вольный стиль          | Райан Лохте      |                         |                         |            |            |           |       |
| 400 м вольный стиль          | Конор Дуайер     |                         |                         |            |            |           |       |
| 400 м вольный стиль          | Питер Вандеркаай |                         |                         |            |            |           |       |
| 1500 м вольный стиль         | Эндрю Геммел     |                         |                         |            |            |           |       |
| 1500 м вольный стиль         | Коннор Йегер     |                         |                         |            |            |           |       |
| 100 м баттерфляй             | Тайлер Макгилл   |                         |                         |            |            |           |       |
| 100 м баттерфляй             | Майкл Фелпс      |                         |                         |            |            |           |       |
| 200 м баттерфляй             | Тайлер Клари     |                         |                         |            |            |           |       |
| 200 м баттерфляй             | Майкл Фелпс      |                         |                         |            |            |           |       |
| 100 м на спине               | Мэтт Греверс     |                         |                         |            |            |           |       |
| 100 м на спине               | Ник Томан        |                         |                         |            |            |           |       |
| 200 м на спине               | Тайлер Клари     |                         |                         |            |            |           |       |
| 200 м на спине               | Райан Лохте      |                         |                         |            |            |           |       |
| 100 м брасс                  | Брендан Хансен   |                         |                         |            |            |           |       |
| 100 м брасс                  | Эрик Шанто       |                         |                         |            |            |           |       |
| 200 м брасс                  | Кларк Баркл      |                         |                         |            |            |           |       |
| 200 м брасс                  | Скотт Вельтц     |                         |                         |            |            |           |       |
| 200 м комплекс               | Райан Лохте      |                         |                         |            |            |           |       |
| 200 м комплекс               | Майкл Фелпс      |                         |                         |            |            |           |       |
| 400 м комплекс               | Райан Лохте      |                         |                         |            |            |           |       |
| 400 м комплекс               | Майкл Фелпс      |                         |                         |            |            |           |       |
| 4×100 м вольный стиль        |                  |                         |                         |            |            |           |       |
| 4×200 м вольный стиль        |                  |                         |                         |            |            |           |       |
| 4×100 метров комбинированная |                  |                         |                         |            |            |           |       |

Открытая вода
| Соревнование  | Спортсмены  | Результат | Отставание | Место |
| ------------- | ----------- | --------- | ---------- | ----- |
| 10 километров | Алекс Мейер |           |            |       |

Женщины
| Соревнование                 | Спортсмен        | Предварительный раунд | Предварительный раунд | Полуфинал | Полуфинал | Финал     | Финал |
| Соревнование                 | Спортсмен        | Результат             | Место                 | Результат | Место     | Результат | Место |
| ---------------------------- | ---------------- | --------------------- | --------------------- | --------- | --------- | --------- | ----- |
| 50 м вольный стиль           | Джессика Харди   |                       |                       |           |           |           |       |
| 50 м вольный стиль           | Кара Линн Джойс  |                       |                       |           |           |           |       |
| 100 м вольный стиль          | Мелисса Франлин  |                       |                       |           |           |           |       |
| 100 м вольный стиль          | Джессика Харди   |                       |                       |           |           |           |       |
| 200 м вольный стиль          | Мелисса Франлин  |                       |                       |           |           |           |       |
| 200 м вольный стиль          | Элисон Шмитт     |                       |                       |           |           |           |       |
| 400 м вольный стиль          | Хлое Саттон      |                       |                       |           |           |           |       |
| 400 м вольный стиль          | Элисон Шмитт     |                       |                       |           |           |           |       |
| 800 м вольный стиль          | Кэти Ледецки     |                       |                       |           |           |           |       |
| 800 м вольный стиль          | Кейт Циглер      |                       |                       |           |           |           |       |
| 100 м баттерфляй             | Клэр Донахью     |                       |                       |           |           |           |       |
| 100 м баттерфляй             | Дана Воллмер     |                       |                       |           |           |           |       |
| 200 м баттерфляй             | Камилла Адамс    |                       |                       |           |           |           |       |
| 200 м баттерфляй             | Кэтлин Херси     |                       |                       |           |           |           |       |
| 100 м на спине               | Рэйчел Бутсма    |                       |                       |           |           |           |       |
| 100 м на спине               | Мелисса Франлин  |                       |                       |           |           |           |       |
| 200 м на спине               | Элизабет Бейсел  |                       |                       |           |           |           |       |
| 200 м на спине               | Мелисса Франлин  |                       |                       |           |           |           |       |
| 100 м брасс                  | Брия Ларсон      |                       |                       |           |           |           |       |
| 100 м брасс                  | Ребекка Сони     |                       |                       |           |           |           |       |
| 200 м брасс                  | Мика Лоуренс     |                       |                       |           |           |           |       |
| 200 м брасс                  | Ребекка Сони     |                       |                       |           |           |           |       |
| 200 м комплекс               | Ариана Кьюкорс   |                       |                       |           |           |           |       |
| 200 м комплекс               | Кейтлин Леверенц |                       |                       |           |           |           |       |
| 400 м комплекс               | Элизабет Бейсел  |                       |                       |           |           |           |       |
| 400 м комплекс               | Кейтлин Леверенц |                       |                       |           |           |           |       |
| 4×100 м вольный стиль        |                  |                       |                       |           |           |           |       |
| 4×200 м вольный стиль        |                  |                       |                       |           |           |           |       |
| 4×100 метров комбинированная |                  |                       |                       |           |           |           |       |

Открытая вода
| Соревнование  | Спортсмены     | Результат | Отставание | Место |
| ------------- | -------------- | --------- | ---------- | ----- |
| 10 километров | Хейли Андерсон |           |            |       |

#### Прыжки в воду
Мужчины
| Соревнование                 | Спортсмены                | Предварительный раунд | Предварительный раунд | Полуфинал | Полуфинал | Финал     | Финал |
| Соревнование                 | Спортсмены                | Результат             | Место                 | Результат | Место     | Результат | Место |
| ---------------------------- | ------------------------- | --------------------- | --------------------- | --------- | --------- | --------- | ----- |
| Трамплин, 3 метра            |                           |                       |                       |           |           |           |       |
|                              |                           |                       |                       |           |           |           |       |
| Вышка, 10 метров             |                           |                       |                       |           |           |           |       |
|                              |                           |                       |                       |           |           |           |       |
| Синхронный трамплин, 3 метра | Трой Дюмей Кристиан Ипсен |                       |                       |           |           | 446,70    | 3     |
| Синхронная вышка, 10 метров  |                           |                       |                       |           |           |           |       |

Женщины
| Соревнование                 | Спортсмены | Предварительный раунд | Предварительный раунд | Полуфинал | Полуфинал | Финал     | Финал |
| Соревнование                 | Спортсмены | Результат             | Место                 | Результат | Место     | Результат | Место |
| ---------------------------- | ---------- | --------------------- | --------------------- | --------- | --------- | --------- | ----- |
| Трамплин, 3 метра            |            |                       |                       |           |           |           |       |
|                              |            |                       |                       |           |           |           |       |
| Вышка, 10 метров             |            |                       |                       |           |           |           |       |
|                              |            |                       |                       |           |           |           |       |
| Синхронный трамплин, 3 метра |            |                       |                       |           |           |           |       |

#### Синхронное плавание
Спортсменов — 2
Женщины
| Соревнование | Спортсменки                 | Техническая программа | Техническая программа | Произвольная программа (предварительная) | Произвольная программа (предварительная) | Произвольная программа (предварительная) | Произвольная программа (предварительная) | Произвольная программа (Финал) | Произвольная программа (Финал) | Произвольная программа (Финал) | Произвольная программа (Финал) |
| Соревнование | Спортсменки                 | Очков                 | Место                 | Очков                                    | Место                                    | Всего очков                              | Место                                    | Очков                          | Место                          | Всего очков                    | Место                          |
| ------------ | --------------------------- | --------------------- | --------------------- | ---------------------------------------- | ---------------------------------------- | ---------------------------------------- | ---------------------------------------- | ------------------------------ | ------------------------------ | ------------------------------ | ------------------------------ |
| Дуэты        | Мэри Киллмэн Мария Королёва |                       |                       |                                          |                                          |                                          |                                          |                                |                                |                                |                                |

### Гимнастика
Спортсменов — 13

#### Спортивная гимнастика
В квалификационном раунде проходил отбор, как в финал командного многоборья, так и в финалы личных дисциплин. В финал индивидуального многоборья отбиралось 24 спортсмена с наивысшими результатами, а в финалы отдельных упражнений по 8 спортсменов, причём в финале личных дисциплин страна не могла быть представлена более, чем 2 спортсменами. В командном многоборье в квалификации на каждом снаряде выступали по 4 спортсмена, а в зачёт шли три лучших результата. В финале командных соревнований на каждом снаряде выступало по три спортсмена и все три результата шли в зачёт.
Мужчины
| Соревнование              | Спортсмены                                                              | Квалификация | Квалификация | Финал   | Финал |
| Соревнование              | Спортсмены                                                              | Баллы        | Место        | Баллы   | Место |
| ------------------------- | ----------------------------------------------------------------------- | ------------ | ------------ | ------- | ----- |
| Командное многоборье      | Джейкоб Далтон Данель Лейва Самуэль Микулак Джон Ороско Джонатан Хортон | 275,342      | 1            | 269,952 | 5     |
| Индивидуальное многоборье |                                                                         |              |              |         |       |
| Вольные упражнения        |                                                                         |              |              |         |       |
| Конь                      |                                                                         |              |              |         |       |
| Кольца                    |                                                                         |              |              |         |       |
| Опорный прыжок            |                                                                         |              |              |         |       |
| Параллельные брусья       |                                                                         |              |              |         |       |
| Перекладина               |                                                                         |              |              |         |       |

Женщины
| Соревнование          | Спортсмен | Вольные упражнения | Вольные упражнения | Бревно | Бревно | Брусья | Брусья | Опорный прыжок | Опорный прыжок | Абсолютное первенство | Абсолютное первенство |
| Соревнование          | Спортсмен | Очки               | Место              | Очки   | Место  | Очки   | Место  | Очки           | Место          | Очки                  | Место                 |
| --------------------- | --------- | ------------------ | ------------------ | ------ | ------ | ------ | ------ | -------------- | -------------- | --------------------- | --------------------- |
| абсолютное первенство |           |                    |                    |        |        |        |        |                |                |                       |                       |
|                       |           |                    |                    |        |        |        |        |                |                |                       |                       |
|                       |           |                    |                    |        |        |        |        |                |                |                       |                       |
|                       |           |                    |                    |        |        |        |        |                |                |                       |                       |
|                       |           |                    |                    |        |        |        |        |                |                |                       |                       |
| командное первенство  |           |                    |                    |        |        |        |        |                |                |                       |                       |

#### Художественная гимнастика
Женщины
| Соревнование              | Спортсменки  | Квалификация | Квалификация | Финал | Финал |
| Соревнование              | Спортсменки  | Очки         | Место        | Очки  | Место |
| ------------------------- | ------------ | ------------ | ------------ | ----- | ----- |
| индивидуальное многоборье | Джули Зетлин |              |              |       |       |

#### Прыжки на батуте
Мужчины
| Соревнование      | Спортсмены | Квалификация | Квалификация | Финал | Финал |
| Соревнование      | Спортсмены | Очки         | Место        | Очки  | Место |
| ----------------- | ---------- | ------------ | ------------ | ----- | ----- |
| личное первенство |            |              |              |       |       |

Женщины
| Соревнование      | Спортсмены | Квалификация | Квалификация | Финал | Финал |
| Соревнование      | Спортсмены | Очки         | Место        | Очки  | Место |
| ----------------- | ---------- | ------------ | ------------ | ----- | ----- |
| личное первенство |            |              |              |       |       |

### Гребля на байдарках и каноэ
Спортсменов —

#### Гребля на гладкой воде
Мужчины
| Соревнование | Спортсмены  | Предварительный этап | Предварительный этап | Полуфиналы | Полуфиналы | Финал | Финал |
| Соревнование | Спортсмены  | Время                | Место                | Время      | Место      | Время | Место |
| ------------ | ----------- | -------------------- | -------------------- | ---------- | ---------- | ----- | ----- |
| Б-1, 200 м   | Тим Хорнсби |                      |                      |            |            |       |       |

Женщины
| Соревнование | Спортсмены    | Предварительный этап | Предварительный этап | Полуфиналы | Полуфиналы | Финал | Финал |
| Соревнование | Спортсмены    | Время                | Место                | Время      | Место      | Время | Место |
| ------------ | ------------- | -------------------- | -------------------- | ---------- | ---------- | ----- | ----- |
| Б-1, 500 м   | Кэрри Джонсон |                      |                      |            |            |       |       |

#### Гребной слалом
Мужчины
| Соревнование | Спортсмены    | Предварительный этап | Предварительный этап | Предварительный этап | Предварительный этап | Предварительный этап | Предварительный этап | Предварительный этап | Полуфинал | Полуфинал | Полуфинал | Полуфинал | Финал     | Финал     | Финал     | Финал     |
| Соревнование | Спортсмены    | 1 попытка            | 1 попытка            | 1 попытка            | 2 попытка            | 2 попытка            | 2 попытка            | Место                | Полуфинал | Полуфинал | Полуфинал | Полуфинал | Финал     | Финал     | Финал     | Финал     |
| Соревнование | Спортсмены    | Время                | Штраф                | Итог                 | Время                | Штраф                | Итог                 | Место                | Время     | Штраф     | Итог      | Место     | Время     | Штраф     | Итог      | Место     |
| ------------ | ------------- | -------------------- | -------------------- | -------------------- | -------------------- | -------------------- | -------------------- | -------------------- | --------- | --------- | --------- | --------- | --------- | --------- | --------- | --------- |
| Б-1          |               |                      |                      |                      |                      |                      |                      |                      |           |           |           |           |           |           |           |           |
| К-1          | Кейси Айкфелд | 95,04                | 2                    | 97,04                | 98,02                | 4                    | 102,20               | 14                   | Не прошёл | Не прошёл | Не прошёл | Не прошёл | Не прошёл | Не прошёл | Не прошёл | Не прошёл |
| К-2          |               |                      |                      |                      |                      |                      |                      |                      |           |           |           |           |           |           |           |           |

Женщины
| Соревнование | Спортсмены | Предварительный этап | Предварительный этап | Предварительный этап | Предварительный этап | Предварительный этап | Предварительный этап | Предварительный этап | Полуфинал | Полуфинал | Полуфинал | Полуфинал | Финал | Финал | Финал | Финал |
| Соревнование | Спортсмены | 1 попытка            | 1 попытка            | 1 попытка            | 2 попытка            | 2 попытка            | 2 попытка            | Место                | Полуфинал | Полуфинал | Полуфинал | Полуфинал | Финал | Финал | Финал | Финал |
| Соревнование | Спортсмены | Время                | Штраф                | Итог                 | Время                | Штраф                | Итог                 | Место                | Время     | Штраф     | Итог      | Место     | Время | Штраф | Итог  | Место |
| ------------ | ---------- | -------------------- | -------------------- | -------------------- | -------------------- | -------------------- | -------------------- | -------------------- | --------- | --------- | --------- | --------- | ----- | ----- | ----- | ----- |
| Б-1          |            |                      |                      |                      |                      |                      |                      |                      |           |           |           |           |       |       |       |       |

### Дзюдо
Спортсменов — 5
Мужчины
| Категория | Спортсмен      | Турнир       | 1/16 финала        | 1/8 финала         | Четвертьфинал      | Полуфинал          | Финал              | Место |
| Категория | Спортсмен      | Турнир       | Соперник Результат | Соперник Результат | Соперник Результат | Соперник Результат | Соперник Результат | Место |
| --------- | -------------- | ------------ | ------------------ | ------------------ | ------------------ | ------------------ | ------------------ | ----- |
| до 73 кг  | Ник Дельпополо | За 1-е место |                    |                    |                    |                    |                    |       |
| до 73 кг  | Ник Дельпополо | За 3-е место |                    |                    |                    |                    |                    |       |
| до 81 кг  | Трэвис Стивенс | За 1-е место |                    |                    |                    |                    |                    |       |
| до 81 кг  | Трэвис Стивенс | За 3-е место |                    |                    |                    |                    |                    |       |
| до 100 кг | Кайл Вашкулат  | За 1-е место |                    |                    |                    |                    |                    |       |
| до 100 кг | Кайл Вашкулат  | За 3-е место |                    |                    |                    |                    |                    |       |

Женщины
| Категория | Спортсмен      | Турнир       | 1/16 финала        | 1/8 финала         | Четвертьфинал      | Полуфинал          | Финал              | Место |
| Категория | Спортсмен      | Турнир       | Соперник Результат | Соперник Результат | Соперник Результат | Соперник Результат | Соперник Результат | Место |
| --------- | -------------- | ------------ | ------------------ | ------------------ | ------------------ | ------------------ | ------------------ | ----- |
| до 57 кг  | Марти Мэллой   | За 1-е место |                    |                    |                    |                    |                    |       |
| до 57 кг  | Марти Мэллой   | За 3-е место |                    |                    |                    |                    |                    |       |
| до 78 кг  | Кайла Харрисон | За 1-е место |                    |                    |                    |                    |                    |       |
| до 78 кг  | Кайла Харрисон | За 3-е место |                    |                    |                    |                    |                    |       |

### Конный спорт

#### Выездка
| Соревнование              | Спортсмены | Большой Приз | Большой Приз | Переездка Большого Приза | Переездка Большого Приза | КЮР Большого Приза | КЮР Большого Приза | Всего     | Всего |
| Соревнование              | Спортсмены | Результат    | Место        | Результат                | Место                    | Результат          | Место              | Результат | Место |
| ------------------------- | ---------- | ------------ | ------------ | ------------------------ | ------------------------ | ------------------ | ------------------ | --------- | ----- |
| Индивидуальное первенство |            |              |              |                          |                          |                    |                    |           |       |
|                           |            |              |              |                          |                          |                    |                    |           |       |
|                           |            |              |              |                          |                          |                    |                    |           |       |
|                           |            |              |              |                          |                          |                    |                    |           |       |
| командное первенство      |            |              |              |                          |                          |                    |                    |           |       |

#### Троеборье
| Соревнование              | Спортсмены | Манежная езда | Манежная езда | Кросс     | Кросс | Конкур    | Конкур | Финальный конкур | Финальный конкур | Всего     | Всего |
| Соревнование              | Спортсмены | Результат     | Место         | Результат | Место | Результат | Место  | Результат        | Место            | Результат | Место |
| ------------------------- | ---------- | ------------- | ------------- | --------- | ----- | --------- | ------ | ---------------- | ---------------- | --------- | ----- |
| индивидуальное первенство |            |               |               |           |       |           |        |                  |                  |           |       |
|                           |            |               |               |           |       |           |        |                  |                  |           |       |
|                           |            |               |               |           |       |           |        |                  |                  |           |       |
|                           |            |               |               |           |       |           |        |                  |                  |           |       |
|                           |            |               |               |           |       |           |        |                  |                  |           |       |
| командное первенство      |            |               |               |           |       |           |        |                  |                  |           |       |

#### Конкур
В каждом из раундов спортсменам необходимо было пройти дистанцию с разным количеством препятствий и разным лимитом времени. За каждое сбитое препятствие спортсмену начислялось 4 штрафных балла, за превышение лимита времени 1 штрафное очко (за каждые 5 секунд). В финал личного первенства могло пройти только три спортсмена от одной страны. В зачёт командных соревнований шли три лучших результата, показанные спортсменами во время личного первенства.
| Соревнование              | Спортсмены                                               | Квалификация | Квалификация | Квалификация          | Квалификация          | Квалификация          | Квалификация          | Квалификация          | Квалификация          | Финал                 | Финал                 | Финал                 | Финал                 | Финал |
| Соревнование              | Спортсмены                                               | 1 раунд      | 1 раунд      | 2 раунд               | Всего                 | Всего                 | 3 раунд               | Всего                 | Всего                 | Финал A               | Финал A               | Финал B               | Всего                 | Всего |
| Соревнование              | Спортсмены                                               | Штраф        | Место        | Штраф                 | Штраф                 | Место                 | Штраф                 | Штраф                 | Место                 | Штраф                 | Место                 | Штраф                 | Штраф                 | Место |
| ------------------------- | -------------------------------------------------------- | ------------ | ------------ | --------------------- | --------------------- | --------------------- | --------------------- | --------------------- | --------------------- | --------------------- | --------------------- | --------------------- | --------------------- | ----- |
| Индивидуальное первенство | Ричардс Феллерс на Flexible                              | 0            | 1 (Q)        | 0                     | 0                     | 1 (Q)                 | 8                     | 8                     | 11 (Q)                | 5                     | 20 (Q)                | 0                     | 5                     | 8     |
| Индивидуальное первенство | Маклейн Уорд на Antares                                  | 0            | 1 (Q)        | 4                     | 4                     | 17 (Q)                | 8                     | 12                    | 26 (Q)                | 12                    | 29                    | Завершил выступление  | Завершил выступление  | 29    |
| Индивидуальное первенство | Рид Кесслер на Cylana                                    | 1            | 33 (Q)       | 8                     | 9                     | 47                    | Завершил выступление  | Завершил выступление  | Завершил выступление  | Завершил выступление  | Завершил выступление  | Завершил выступление  | Завершил выступление  | 47    |
| Индивидуальное первенство | Элизабет Мэдден на Via Volo                              | DNF (42)     | 72           | Завершила выступление | Завершила выступление | Завершила выступление | Завершила выступление | Завершила выступление | Завершила выступление | Завершила выступление | Завершила выступление | Завершила выступление | Завершила выступление | 72    |
| Командное первенство      | Ричардс Феллерс Маклейн Уорд Рид Кесслер Элизабет Мэдден |              |              | 0 4 8 4               | 8                     | 7                     | 8 12 4                | 28                    |                       |                       |                       |                       |                       | 6     |

### Лёгкая атлетика
Спортсменов —
Мужчины
| Дисциплина           | Спортсмен | Предварительный раунд | Предварительный раунд | Четвертьфиналы | Четвертьфиналы | Полуфиналы | Полуфиналы | Финал     | Финал |
| Дисциплина           | Спортсмен | Результат             | Место                 | Результат      | Место          | Результат  | Место      | Результат | Место |
| -------------------- | --------- | --------------------- | --------------------- | -------------- | -------------- | ---------- | ---------- | --------- | ----- |
| 100 м                |           |                       |                       |                |                |            |            |           |       |
|                      |           |                       |                       |                |                |            |            |           |       |
|                      |           |                       |                       |                |                |            |            |           |       |
| 200 м                |           |                       |                       |                |                |            |            |           |       |
|                      |           |                       |                       |                |                |            |            |           |       |
|                      |           |                       |                       |                |                |            |            |           |       |
| 400 м                |           |                       |                       |                |                |            |            |           |       |
|                      |           |                       |                       |                |                |            |            |           |       |
|                      |           |                       |                       |                |                |            |            |           |       |
| 800 м                |           |                       |                       |                |                |            |            |           |       |
|                      |           |                       |                       |                |                |            |            |           |       |
|                      |           |                       |                       |                |                |            |            |           |       |
| 1500 м               |           |                       |                       |                |                |            |            |           |       |
|                      |           |                       |                       |                |                |            |            |           |       |
|                      |           |                       |                       |                |                |            |            |           |       |
| 5000 м               |           |                       |                       |                |                |            |            |           |       |
|                      |           |                       |                       |                |                |            |            |           |       |
|                      |           |                       |                       |                |                |            |            |           |       |
| 10 000 м             |           |                       |                       |                |                |            |            |           |       |
|                      |           |                       |                       |                |                |            |            |           |       |
|                      |           |                       |                       |                |                |            |            |           |       |
| 110 м с/б            |           |                       |                       |                |                |            |            |           |       |
|                      |           |                       |                       |                |                |            |            |           |       |
|                      |           |                       |                       |                |                |            |            |           |       |
| 400 м с/б            |           |                       |                       |                |                |            |            |           |       |
|                      |           |                       |                       |                |                |            |            |           |       |
|                      |           |                       |                       |                |                |            |            |           |       |
| 3 000 м с/п          |           |                       |                       |                |                |            |            |           |       |
|                      |           |                       |                       |                |                |            |            |           |       |
|                      |           |                       |                       |                |                |            |            |           |       |
| 4×100 м              |           |                       |                       |                |                |            |            |           |       |
| 4×400 м              |           |                       |                       |                |                |            |            |           |       |
| марафон              |           |                       |                       |                |                |            |            |           |       |
|                      |           |                       |                       |                |                |            |            |           |       |
| Абдихакем Абдирахман |           |                       |                       |                |                |            | DNF        | DNF       |       |
| ходьба на 20 км      |           |                       |                       |                |                |            |            |           |       |
| ходьба на 50 км      |           |                       |                       |                |                |            |            |           |       |
| прыжки в длину       |           |                       |                       |                |                |            |            |           |       |
|                      |           |                       |                       |                |                |            |            |           |       |
|                      |           |                       |                       |                |                |            |            |           |       |
| тройной прыжок       |           |                       |                       |                |                |            |            |           |       |
|                      |           |                       |                       |                |                |            |            |           |       |
| прыжки в высоту      |           |                       |                       |                |                |            |            |           |       |
|                      |           |                       |                       |                |                |            |            |           |       |
|                      |           |                       |                       |                |                |            |            |           |       |
| прыжки с шестом      |           |                       |                       |                |                |            |            |           |       |
|                      |           |                       |                       |                |                |            |            |           |       |
|                      |           |                       |                       |                |                |            |            |           |       |
| толкание ядра        |           |                       |                       |                |                |            |            |           |       |
|                      |           |                       |                       |                |                |            |            |           |       |
|                      |           |                       |                       |                |                |            |            |           |       |
| метание диска        |           |                       |                       |                |                |            |            |           |       |
|                      |           |                       |                       |                |                |            |            |           |       |
|                      |           |                       |                       |                |                |            |            |           |       |
| метание копья        |           |                       |                       |                |                |            |            |           |       |
|                      |           |                       |                       |                |                |            |            |           |       |
|                      |           |                       |                       |                |                |            |            |           |       |
| метание молота       |           |                       |                       |                |                |            |            |           |       |
|                      |           |                       |                       |                |                |            |            |           |       |
| десятиборье          |           |                       |                       |                |                |            |            |           |       |
|                      |           |                       |                       |                |                |            |            |           |       |

Женщины
| Дисциплина      | Спортсмен      | Предварительный раунд | Предварительный раунд | Четвертьфиналы | Четвертьфиналы | Полуфиналы | Полуфиналы | Финал     | Финал |
| Дисциплина      | Спортсмен      | Результат             | Место                 | Результат      | Место          | Результат  | Место      | Результат | Место |
| --------------- | -------------- | --------------------- | --------------------- | -------------- | -------------- | ---------- | ---------- | --------- | ----- |
| 100 м           |                |                       |                       |                |                |            |            |           |       |
|                 |                |                       |                       |                |                |            |            |           |       |
|                 |                |                       |                       |                |                |            |            |           |       |
| 200 м           |                |                       |                       |                |                |            |            |           |       |
|                 |                |                       |                       |                |                |            |            |           |       |
|                 |                |                       |                       |                |                |            |            |           |       |
| 400 м           |                |                       |                       |                |                |            |            |           |       |
|                 |                |                       |                       |                |                |            |            |           |       |
|                 |                |                       |                       |                |                |            |            |           |       |
| 800 м           |                |                       |                       |                |                |            |            |           |       |
|                 |                |                       |                       |                |                |            |            |           |       |
|                 |                |                       |                       |                |                |            |            |           |       |
| 1500 м          |                |                       |                       |                |                |            |            |           |       |
|                 |                |                       |                       |                |                |            |            |           |       |
|                 |                |                       |                       |                |                |            |            |           |       |
| 5000 м          |                |                       |                       |                |                |            |            |           |       |
|                 |                |                       |                       |                |                |            |            |           |       |
|                 |                |                       |                       |                |                |            |            |           |       |
| 10 000 м        |                |                       |                       |                |                |            |            |           |       |
|                 |                |                       |                       |                |                |            |            |           |       |
|                 |                |                       |                       |                |                |            |            |           |       |
| 100 м с/б       |                |                       |                       |                |                |            |            |           |       |
|                 |                |                       |                       |                |                |            |            |           |       |
|                 |                |                       |                       |                |                |            |            |           |       |
| 400 м с/б       |                |                       |                       |                |                |            |            |           |       |
|                 |                |                       |                       |                |                |            |            |           |       |
|                 |                |                       |                       |                |                |            |            |           |       |
| 3 000 м с/п     |                |                       |                       |                |                |            |            |           |       |
|                 |                |                       |                       |                |                |            |            |           |       |
|                 |                |                       |                       |                |                |            |            |           |       |
| 4×100 м         |                |                       |                       |                |                |            |            |           |       |
| 4×400 м         |                |                       |                       |                |                |            |            |           |       |
| марафон         | Дезири Давила  |                       |                       |                |                |            |            |           |       |
| марафон         |                |                       |                       |                |                |            |            |           |       |
| марафон         |                |                       |                       |                |                |            |            |           |       |
| ходьба на 20 км |                |                       |                       |                |                |            |            |           |       |
| прыжки в длину  |                |                       |                       |                |                |            |            |           |       |
|                 |                |                       |                       |                |                |            |            |           |       |
|                 |                |                       |                       |                |                |            |            |           |       |
| тройной прыжок  |                |                       |                       |                |                |            |            |           |       |
| прыжки в высоту |                |                       |                       |                |                |            |            |           |       |
|                 |                |                       |                       |                |                |            |            |           |       |
|                 |                |                       |                       |                |                |            |            |           |       |
| прыжки с шестом | Дженнифер Сур  |                       |                       |                |                |            |            |           |       |
| прыжки с шестом | Бекки Холлидей |                       |                       |                |                |            |            |           |       |
| прыжки с шестом |                |                       |                       |                |                |            |            |           |       |
| толкание ядра   |                |                       |                       |                |                |            |            |           |       |
|                 |                |                       |                       |                |                |            |            |           |       |
|                 |                |                       |                       |                |                |            |            |           |       |
| метание диска   |                |                       |                       |                |                |            |            |           |       |
|                 |                |                       |                       |                |                |            |            |           |       |
|                 |                |                       |                       |                |                |            |            |           |       |
| метание копья   |                |                       |                       |                |                |            |            |           |       |
|                 |                |                       |                       |                |                |            |            |           |       |
|                 |                |                       |                       |                |                |            |            |           |       |
| метание молота  |                |                       |                       |                |                |            |            |           |       |
|                 |                |                       |                       |                |                |            |            |           |       |
|                 |                |                       |                       |                |                |            |            |           |       |
| семиборье       |                |                       |                       |                |                |            |            |           |       |
|                 |                |                       |                       |                |                |            |            |           |       |
|                 |                |                       |                       |                |                |            |            |           |       |

### Настольный теннис
Спортсменов — 1
Соревнования по настольному теннису проходили по системе плей-офф. Каждый матч продолжался до тех пор, пока один из теннисистов не выигрывал 4 партии. Сильнейшие 16 спортсменов начинали соревнования с третьего раунда, следующие 16 по рейтингу стартовали со второго раунда.
Мужчины
| Соревнование     | Спортсмены       | Квалификация                 | Первый раунд         | Второй раунд         | Третий раунд         | 1/8 финала           | Четвертьфинал        | Полуфинал            | Финал                | Место |
| Соревнование     | Спортсмены       | Соперник Результат           | Соперник Результат   | Соперник Результат   | Соперник Результат   | Соперник Результат   | Соперник Результат   | Соперник Результат   | Соперник Результат   | Место |
| ---------------- | ---------------- | ---------------------------- | -------------------- | -------------------- | -------------------- | -------------------- | -------------------- | -------------------- | -------------------- | ----- |
| Одиночный разряд | Тимоти Ванг (66) | Ким Сон Нам (PRK) (54) П 0:4 | Завершил выступление | Завершил выступление | Завершил выступление | Завершил выступление | Завершил выступление | Завершил выступление | Завершил выступление | 65    |

### Парусный спорт
Спортсменов — 16
Соревнования по парусному спорту в каждом из классов состояли из 10 гонок, за исключением класса 49er, где проводилось 15 заездов. В каждой гонке спортсмены стартовали одновременно. Победителем каждой из гонок становился экипаж, первым пересекший финишную черту. Количество очков, идущих в общий зачёт, соответствовало занятому командой месту. 10 лучших экипажей по результатам 10 гонок попадали в медальную гонку, результаты которой также шли в общий зачёт. В случае если участник соревнований не смог завершить гонку ему начислялось количество очков, равное количеству участников плюс один. При итоговом подсчёте очков не учитывался худший результат, показанный экипажем в одной из гонок. Сборная, набравшая наименьшее количество очков, становится олимпийским чемпионом.
Мужчины
| Класс    | Спортсмены                    | Гонка | Гонка | Гонка | Гонка | Гонка | Гонка | Гонка | Гонка | Гонка | Гонка | Гонка         | Очки | Место |
| Класс    | Спортсмены                    | 1     | 2     | 3     | 4     | 5     | 6     | 7     | 8     | 9     | 10    | M             | Очки | Место |
| -------- | ----------------------------- | ----- | ----- | ----- | ----- | ----- | ----- | ----- | ----- | ----- | ----- | ------------- | ---- | ----- |
| RS:X     | Роберт Уиллис                 | 7     | 10    | 11    | 25    | BFD   | 28    | 24    | 33    | 11    | 30    | Не участвовал | 179  | 22    |
| 470      | Грэм Биил Стюарт Макней       |       |       |       |       |       |       |       |       |       |       |               |      |       |
| Лазер    | Роб Крейн                     |       |       |       |       |       |       |       |       |       |       |               |      |       |
| Звёздный | Брайан Фэйт Марк Мендельблатт |       |       |       |       |       |       |       |       |       |       |               |      |       |
| Финн     | Зак Рейли                     |       |       |       |       |       |       |       |       |       |       |               |      |       |

Женщины
| Класс        | Спортсмены              | Гонка | Гонка | Гонка | Гонка | Гонка | Гонка | Гонка | Гонка | Гонка | Гонка | Гонка | Очки | Место |
| Класс        | Спортсмены              | 1     | 2     | 3     | 4     | 5     | 6     | 7     | 8     | 9     | 10    | M     | Очки | Место |
| ------------ | ----------------------- | ----- | ----- | ----- | ----- | ----- | ----- | ----- | ----- | ----- | ----- | ----- | ---- | ----- |
| RS:X         | Фарра Холл              |       |       |       |       |       |       |       |       |       |       |       |      |       |
| 470          | Аманда Кларк Сара Лихан |       |       |       |       |       |       |       |       |       |       |       |      |       |
| Лазер Радиал | Пейдж Рейли             |       |       |       |       |       |       |       |       |       |       |       |      |       |

Эллиот
В классе Эллиот соревнованлись 12 экипажей, которые на предварительном раунде в матчевых поединках встречались каждый с каждым. Восемь лучших экипажей выходили в плей-офф, где по олимпийской системе определяли тройку призёров соревнований.
| Класс  | Спортсмены                                    | Матчи | Матчи | Матчи | Матчи | Матчи | Матчи | Матчи | Матчи | Матчи | Матчи | Матчи | Матчи      | Матчи      | Матчи | Место |
| Класс  | Спортсмены                                    | 1     | 2     | 3     | 4     | 5     | 6     | 7     | 8     | 9     | 10    | 11    | 1/4 финала | 1/2 финала | Финал | Место |
| ------ | --------------------------------------------- | ----- | ----- | ----- | ----- | ----- | ----- | ----- | ----- | ----- | ----- | ----- | ---------- | ---------- | ----- | ----- |
| Эллиот | Дебби Капоцци Анна Танниклифф Молли Вандемоэр |       |       |       |       |       |       |       |       |       |       |       |            |            |       |       |

Открытый класс
| Класс | Спортсмены            | Гонка | Гонка | Гонка | Гонка | Гонка | Гонка | Гонка | Гонка | Гонка | Гонка | Гонка | Гонка | Гонка | Гонка | Гонка | Гонка | Очки | Место |
| Класс | Спортсмены            | 1     | 2     | 3     | 4     | 5     | 6     | 7     | 8     | 9     | 10    | 11    | 12    | 13    | 14    | 15    | M     | Очки | Место |
| ----- | --------------------- | ----- | ----- | ----- | ----- | ----- | ----- | ----- | ----- | ----- | ----- | ----- | ----- | ----- | ----- | ----- | ----- | ---- | ----- |
| 49er  | Трэвор Мур Эрик Шторк |       |       |       |       |       |       |       |       |       |       |       |       |       |       |       |       |      |       |

Использованы следующие сокращения:
- M — медальная гонка
- BFD — нарушение правила 30.3. «Черный флаг»

### Современное пятиборье
Спортсменов — 3
Современное пятиборье включает в себя: стрельбу, плавание, фехтование, верховую езду и бег. Впервые в истории соревнования по современному пятиборью проводились в новом формате. Бег и стрельба были объединены в один вид — комбайн. В комбайне спортсмены стартовали с гандикапом, набранным за предыдущие три дисциплины (4 очка = 1 секунда). Олимпийским чемпионом становится спортсмен, который пересекает финишную линию первым.
Мужчины
| Соревнование              | Спортсмены    | Фехтование | Фехтование | Фехтование | Плавание | Плавание | Плавание | Верховая езда | Верховая езда | Верховая езда | Комбайн  | Комбайн | Комбайн | Всего     | Всего |
| Соревнование              | Спортсмены    | Побед      | Очки       | Место      | Время    | Очки     | Место    | Штраф         | Очки          | Место         | Время    | Очки    | Место   | Результат | Место |
| ------------------------- | ------------- | ---------- | ---------- | ---------- | -------- | -------- | -------- | ------------- | ------------- | ------------- | -------- | ------- | ------- | --------- | ----- |
| Индивидуальное первенство | Деннис Боушер | 12         | 688        | 34         | 2:05,15  | 1300     | 18       | 124           | 1076          | 29            | 11:25,09 | 2260    | 30      | 5324      | 32    |

Женщины
| Соревнование              | Спортсмены        | Фехтование | Фехтование | Фехтование | Плавание  | Плавание | Плавание | Верховая езда | Верховая езда | Верховая езда | Комбайн   | Комбайн | Комбайн | Всего     | Всего |
| Соревнование              | Спортсмены        | Уколы      | Очки       | Место      | Результат | Очки     | Место    | Результат     | Очки          | Место         | Результат | Очки    | Место   | Результат | Место |
| ------------------------- | ----------------- | ---------- | ---------- | ---------- | --------- | -------- | -------- | ------------- | ------------- | ------------- | --------- | ------- | ------- | --------- | ----- |
| Индивидуальное первенство | Марго Исаксен     |            |            |            |           |          |          |               |               |               |           |         |         |           |       |
| Индивидуальное первенство | Сюзанн Стеттиниус |            |            |            |           |          |          |               |               |               |           |         |         |           |       |

### Стрельба
Спортсменов — 20
По итогам квалификации 6 или 8 лучших спортсменов (в зависимости от дисциплины), набравшие наибольшее количество очков, проходили в финал. Победителем соревнований становился стрелок, набравший наибольшую сумму очков по итогам квалификации и финала. В пулевой стрельбе в финале количество очков за попадание в каждой из попыток измерялось с точностью до десятой.
Мужчины
| Соревнование                          | Спортсмены       | Квалификация | Квалификация | Финал                | Всего                | Всего                |
| Соревнование                          | Спортсмены       | Результат    | Место        | Финал                | Результат            | Место                |
| ------------------------------------- | ---------------- | ------------ | ------------ | -------------------- | -------------------- | -------------------- |
| Пневматическая винтовка, 10 метров    | Мэттью Эммонс    |              |              |                      |                      |                      |
| Пневматическая винтовка, 10 метров    | Джонатан Холл    |              |              |                      |                      |                      |
| Винтовка из трёх положений, 50 метров | Мэттью Эммонс    | 1172         | 2            | 99,3                 | 1271,3               | 3                    |
| Винтовка из трёх положений, 50 метров | Джейсон Паркер   | 1159         | 30           | Завершил выступление | Завершил выступление | Завершил выступление |
| Винтовка лёжа, 50 метров              | Майкл Макфейл    |              |              |                      |                      |                      |
| Винтовка лёжа, 50 метров              | Эрик Аптаграфф   |              |              |                      |                      |                      |
| Пневматический пистолет, 10 метров    | Дэрил Шареньский |              |              |                      |                      |                      |
| Скоростной пистолет, 25 метров        | Эмиль Милев      |              |              |                      |                      |                      |
| Скоростной пистолет, 25 метров        | Кит Сандерсон    |              |              |                      |                      |                      |
| Скоростной пистолет, 25 метров        | Джейсон Тёрнер   |              |              |                      |                      |                      |
| Пистолет, 50 метров                   | Ник Моурер       |              |              |                      |                      |                      |
| Дубль-трап                            | Уолтон Эллер     |              |              |                      |                      |                      |
| Дубль-трап                            | Джош Ричмонд     |              |              |                      |                      |                      |
| Скит                                  | Винсент Хэнкок   |              |              |                      |                      |                      |
| Скит                                  | Фрэнк Томпсон    |              |              |                      |                      |                      |

Женщины
| Соревнование                       | Спортсмены       | Квалификация | Квалификация | Финал | Всего     | Всего |
| Соревнование                       | Спортсмены       | Результат    | Место        | Финал | Результат | Место |
| ---------------------------------- | ---------------- | ------------ | ------------ | ----- | --------- | ----- |
| Пневматическая винтовка, 10 метров | Джейми Грей      |              |              |       |           |       |
| Пневматическая винтовка, 10 метров | Сара Шерер       |              |              |       |           |       |
| Винтовка с трёх позиций, 50 метров | Аманда Фюррер    |              |              |       |           |       |
| Винтовка с трёх позиций, 50 метров | Джейми Грей      |              |              |       |           |       |
| Пистолет, 25 метров                | Сандра Аптаграфф |              |              |       |           |       |
| Трап                               | Кори Коджделл    |              |              |       |           |       |
| Скит                               | Кимберли Род     |              |              |       |           |       |

### Стрельба из лука
Спортсменов — 6
Мужчины
| Соревнование              | Спортсмены                                 | Квалификация | Квалификация | 1/32 финала                 | 1/16 финала        | 1/8 финала         | Четвертьфинал             | Полуфинал                           | Финал                     | Место |
| Соревнование              | Спортсмены                                 | Результат    | Место        | Соперник Результат          | Соперник Результат | Соперник Результат | Соперник Результат        | Соперник Результат                  | Соперник Результат        | Место |
| ------------------------- | ------------------------------------------ | ------------ | ------------ | --------------------------- | ------------------ | ------------------ | ------------------------- | ----------------------------------- | ------------------------- | ----- |
| Индивидуальное первенство | Брейди Эллисон                             | 676          | 10           | Марк Хавьер (PHI) (55)      |                    |                    |                           |                                     |                           |       |
| Индивидуальное первенство | Джейкоб Вуки                               | 673          | 12           | Джаянта Талукдар (IND) (53) |                    |                    |                           |                                     |                           |       |
| Индивидуальное первенство | Джейк Камински                             | 670          | 18           | Дан Олару (MDA) (47)        |                    |                    |                           |                                     |                           |       |
| Командное первенство      | Брейди Эллисон Джейк Камински Джейкоб Вуки | 2019         | 4            |                             |                    |                    | Япония (5) · поб. 220:219 | Республика Корея (4) · поб. 224:219 | Италия (7) · пор. 218:219 |       |

Женщины
| Соревнование              | Спортсмены                                 | Квалификация | Квалификация | 1/32 финала                 | 1/16 финала        | 1/8 финала         | Четвертьфинал      | Полуфинал          | Финал              |
| Соревнование              | Спортсмены                                 | Результат    | Место        | Соперник Результат          | Соперник Результат | Соперник Результат | Соперник Результат | Соперник Результат | Соперник Результат |
| ------------------------- | ------------------------------------------ | ------------ | ------------ | --------------------------- | ------------------ | ------------------ | ------------------ | ------------------ | ------------------ |
| Индивидуальное первенство | Хатуна Лориг                               | 669          | 4            | Шераб Зам (BHU) (61)        |                    |                    |                    |                    |                    |
| Индивидуальное первенство | Миранда Лик                                | 656          | 14           | Екатерина Палеха (UKR) (51) |                    |                    |                    |                    |                    |
| Индивидуальное первенство | Дженнифер Никольс                          | 654          | 15           | Чхекроволу Свуро (IND) (50) |                    |                    |                    |                    |                    |
| Командное первенство      | Миранда Лик Хатуна Лориг Дженнифер Никольс | 1979         | 2            |                             |                    |                    |                    |                    |                    |

### Тхэквондо
Спортсменов — 4
Мужчины
| Соревнование | Спортсмен         | Турнир       | 1/8 финала         | Четвертьфинал      | Полуфинал          | Финал              |
| Соревнование | Спортсмен         | Турнир       | Соперник Результат | Соперник Результат | Соперник Результат | Соперник Результат |
| ------------ | ----------------- | ------------ | ------------------ | ------------------ | ------------------ | ------------------ |
| до 68 кг     | Терренс Дженнингс | За 1-е место |                    |                    |                    |                    |
| до 68 кг     | Терренс Дженнингс | За 3-е место |                    |                    |                    |                    |
| до 80 кг     | Стивен Лопес      | За 1-е место |                    |                    |                    |                    |
| до 80 кг     | Стивен Лопес      | За 3-е место |                    |                    |                    |                    |

Женщины
| Соревнование | Спортсмен       | Турнир       | 1/8 финала         | Четвертьфинал      | Полуфинал          | Финал              |
| Соревнование | Спортсмен       | Турнир       | Соперник Результат | Соперник Результат | Соперник Результат | Соперник Результат |
| ------------ | --------------- | ------------ | ------------------ | ------------------ | ------------------ | ------------------ |
| до 57 кг     | Диана Лопес     | За 1-е место |                    |                    |                    |                    |
| до 57 кг     | Диана Лопес     | За 3-е место |                    |                    |                    |                    |
| до 67 кг     | Пейдж Макферсон | За 1-е место |                    |                    |                    |                    |
| до 67 кг     | Пейдж Макферсон | За 3-е место |                    |                    |                    |                    |

### Тяжёлая атлетика
Спортсменов — 3
Мужчины
| Категория | Спортсмен      | Вес   | Рывок | Рывок | Рывок | Толчок | Толчок | Толчок | Всего | Место |
| Категория | Спортсмен      | Вес   | 1     | 2     | 3     | 1      | 2      | 3      | Всего | Место |
| --------- | -------------- | ----- | ----- | ----- | ----- | ------ | ------ | ------ | ----- | ----- |
| до 85 кг  | Кендрик Фэррис | 84.70 | 150   | 150   | 155   | 190    | 200    | 208    | 355   | 10    |

Женщины
| Категория   | Спортсмен     | Вес    | Рывок | Рывок | Рывок | Толчок | Толчок | Толчок | Всего | Место |
| Категория   | Спортсмен     | Вес    | 1     | 2     | 3     | 1      | 2      | 3      | Всего | Место |
| ----------- | ------------- | ------ | ----- | ----- | ----- | ------ | ------ | ------ | ----- | ----- |
| свыше 75 кг | Холли Мэнголд | 157.04 | 105   | 105   | 110   | 135    | 140    | 140    | 240   | 9     |
| свыше 75 кг | Сара Роблс    | 124.35 | 114   | 118   | 120   | 144    | 145    | 145    | 265   | 6     |

### Фехтование
Спортсменов — 16
В индивидуальных соревнованиях спортсмены сражаются три раунда по три минуты, либо до того момента, как один из спортсменов нанесёт 15 уколов. В командных соревнованиях поединок идёт 9 раундов по 3 минуты каждый, либо до 45 уколов. Если по окончании времени в поединке зафиксирован ничейный результат, то назначается дополнительная минута до «золотого» укола.
Мужчины
| Соревнование          | Спортсмены                                          | 1/32 финала                   | 1/16 финала                 | 1/8 финала                         | Четвертьфиналы                    | Полуфиналы                   | Финал матч за 3-е место | Место |
| Соревнование          | Спортсмены                                          | Соперник Результат            | Соперник Результат          | Соперник Результат                 | Соперник Результат                | Соперник Результат           | Соперник Результат      | Место |
| --------------------- | --------------------------------------------------- | ----------------------------- | --------------------------- | ---------------------------------- | --------------------------------- | ---------------------------- | ----------------------- | ----- |
| Индивидуальная шпага  | Уэстон Келси                                        |                               | Ли Гоцзе (CHN) поб. 8:7     | Николай Новосёлов (EST) поб. 15:11 | Сильвио Фернандес (VEN) поб. 15:9 | Рубен Лимардо (VEN) пор. 5:6 | За 3-е место            | 4     |
| Индивидуальная шпага  | Уэстон Келси                                        | Чон Джин Сон (KOR) пор. 11:12 | Ли Гоцзе (CHN) поб. 8:7     | Николай Новосёлов (EST) поб. 15:11 | Сильвио Фернандес (VEN) поб. 15:9 | Рубен Лимардо (VEN) пор. 5:6 |                         | 4     |
| Индивидуальная шпага  | Сорен Томпсон                                       |                               | Йорг Фидлер (GER) пор. 4:15 | Завершил выступление               | Завершил выступление              | Завершил выступление         | Завершил выступление    | 17    |
| Индивидуальная рапира | Александр Массиалас                                 |                               |                             |                                    |                                   |                              |                         |       |
| Индивидуальная рапира | Рейс Имбоден                                        |                               |                             |                                    |                                   |                              |                         |       |
| Индивидуальная рапира | Майлз Чэмли-Уотсон                                  |                               |                             |                                    |                                   |                              |                         |       |
| Командная рапира      | Александр Массиалас Рейс Имбоден Майлз Чэмли-Уотсон |                               |                             |                                    |                                   |                              |                         |       |
| Индивидуальная сабля  | Тим Морхаус                                         |                               |                             |                                    |                                   |                              |                         |       |
| Индивидуальная сабля  | Джеймс Уильямс                                      |                               |                             |                                    |                                   |                              |                         |       |
| Индивидуальная сабля  | Дэрил Хорнер                                        |                               |                             |                                    |                                   |                              |                         |       |
| Командная сабля       | Тим Морхаус Джеймс Уильямс Дэрил Хорнер             |                               |                             |                                    |                                   |                              |                         |       |

Женщины
| Соревнование          | Спортсмены                             | 1/32 финала        | 1/16 финала        | 1/8 финала         | Четвертьфиналы     | Полуфиналы         | Матч за 3-е место  | Финал              | Место |
| Соревнование          | Спортсмены                             | Соперник Результат | Соперник Результат | Соперник Результат | Соперник Результат | Соперник Результат | Соперник Результат | Соперник Результат | Место |
| --------------------- | -------------------------------------- | ------------------ | ------------------ | ------------------ | ------------------ | ------------------ | ------------------ | ------------------ | ----- |
| Индивидуальная шпага  | Кортни Хёрли                           |                    |                    |                    |                    |                    |                    |                    |       |
| Индивидуальная шпага  | Майя Лоуренс                           |                    |                    |                    |                    |                    |                    |                    |       |
| Индивидуальная шпага  | Сюзи Скэнлан                           |                    |                    |                    |                    |                    |                    |                    |       |
| Командная шпага       | Кортни Хёрли Майя Лоуренс Сюзи Скэнлан |                    |                    |                    |                    |                    |                    |                    |       |
| Индивидуальная рапира | Ли Кифер                               |                    |                    |                    |                    |                    |                    |                    |       |
| Индивидуальная рапира | Нзинга Прескод                         |                    |                    |                    |                    |                    |                    |                    |       |
| Индивидуальная рапира | Николь Росс                            |                    |                    |                    |                    |                    |                    |                    |       |
| Командная рапира      | Ли Кифер Нзинга Прескод Николь Росс    |                    |                    |                    |                    |                    |                    |                    |       |
| Индивидуальная сабля  | Мариэль Загунис                        |                    |                    |                    |                    |                    |                    |                    |       |
| Индивидуальная сабля  | Дагмара Возняк                         |                    |                    |                    |                    |                    |                    |                    |       |

### Футбол
Спортсменов — 18

#### Женщины
Состав команды
| №              | Имя              | Клуб                    | Дата рождения    | Возраст | Игр     | Голов   |
| Вратари        | Вратари          | Вратари                 | Вратари          | Вратари | Вратари | Вратари |
| -------------- | ---------------- | ----------------------- | ---------------- | ------- | ------- | ------- |
| 1              | Хоуп Соло        | Сиэтл Саундерс          | 30 июля 1981     | 30      | 1       | -2      |
| 18             | Николь Барнхарт  | Филадельфия Индепенденс | 10 октября 1981  | 30      | 0       | 0       |
| Защитники      |                  |                         |                  |         |         |         |
| 2              | Хизер Миттс      | Атланта Бит             | 9 июня 1978      | 34      | 0       | 0       |
| 3              | Кристи Рампоун   | Без клуба               | 24 июня 1975     | 29      | 1       | 0       |
| 4              | Бекки Сойербрунн | Без клуба               | 6 июня 1985      | 27      | 0       | 0       |
| 5              | Келли О'Хара     | Бостон Брейкерс         | 4 августа 1988   | 23      | 1       | 0       |
| 6              | Эми Лепилбет     | Бостон Брейкерс         | 12 марта 1982    | 30      | 1       | 0       |
| 16             | Рейчел Бьюлер    | Атланта Бит             | 8 июня 1985      | 27      | 1       | 0       |
| Полузащитники  |                  |                         |                  |         |         |         |
| 7              | Шеннон Бокс      | Без клуба               | 29 июня 1977     | 35      | 1       | 0       |
| 8              | Эми Родригес     | Филадельфия Индепенденс | 17 февраля 1987  | 25      | 1       | 0       |
| 9              | Хизер О'Райли    | Бостон Брейкерс         | 2 января 1985    | 27      | 0       | 0       |
| 10             | Карли Ллойд      | Атланта Бит             | 16 июля 1982     | 29      | 1       | 1       |
| 15             | Меган Рапину     | Сиэтл Саундерс          | 5 июля 1985      | 27      | 1       | 0       |
| 17             | Тобин Хит        | Нью-Йорк Фьюри          | 29 мая 1988      | 24      | 1       | 0       |
| Нападающие     |                  |                         |                  |         |         |         |
| 11             | Сидни Леру       | Сиэтл Саундерс          | 7 мая 1990       | 22      | 1       | 0       |
| 12             | Лорен Чини       | Бостон Брейкерс         | 30 сентября 1987 | 24      | 1       | 0       |
| 13             | Алекс Морган     | Сиэтл Саундерс          | 2 июля 1989      | 23      | 1       | 2       |
| 14             | Эбби Уэмбак      | Без клуба               | 2 июля 1980      | 32      | 1       | 1       |
| Главный тренер |                  |                         |                  |         |         |         |
| Флаг Швеции    | Пиа Сундхаге     | Пиа Сундхаге            | 13 февраля 1960  | 52      |         |         |

Результаты
Группа G
|   | Команда  | И | В | Н | П | ГЗ | ГП | +/- | Очки |
| - | -------- | - | - | - | - | -- | -- | --- | ---- |
| 1 | США      | 1 | 1 | 0 | 0 | 4  | 2  | +2  | 3    |
| 2 | КНДР     | 1 | 1 | 0 | 0 | 2  | 0  | +2  | 3    |
| 3 | Колумбия | 1 | 0 | 0 | 1 | 0  | 2  | -2  | 0    |
| 4 | Франция  | 1 | 0 | 0 | 1 | 2  | 4  | -2  | 0    |

| 25 июля 2012 17:00 UTC+1                 | \| США \| 4:2 (2:2) Отчёт \| Франция \| \| Уэмбах 19′ · Морган 32′, 66′ · Ллойд 56′ \| Голы \| Тиней 12′ · Дели 14′ \| | Стадион: Хэмпден Парк, Глазго Зрителей: 18 090 Судья: Сатико Ямагиси |
| США                                      | 4:2 (2:2) Отчёт | Франция                                                              |
| Уэмбах 19′ · Морган 32′, 66′ · Ллойд 56′ | Голы | Тиней 12′ · Дели 14′                                                 |

| 28 июля 2012 17:00 | \| США \| \| Колумбия \| | Стадион: Хэмпден Парк, Глазго |
| США                |                          | Колумбия                      |

| 31 июля 2012 17:15 | \| США \| \| Франция \| | Стадион: Олд Траффорд, Манчестер |
| США                |                         | Франция                          |

### Хоккей на траве
Женщины
Состав команды
Результаты
Группа B
| Место | Команда        | И | В | Н | П | ГЗ | ГП | +/- | Очки |
| ----- | -------------- | - | - | - | - | -- | -- | --- | ---- |
| 1     | Аргентина      | 5 | 3 | 1 | 1 | 12 | 4  | +8  | 10   |
| 2     | Новая Зеландия | 5 | 3 | 1 | 1 | 9  | 5  | +4  | 10   |
| 3     | Австралия      | 5 | 3 | 1 | 1 | 5  | 2  | +3  | 10   |
| 4     | Германия       | 5 | 2 | 1 | 2 | 6  | 7  | −1  | 7    |
| 5     | ЮАР            | 5 | 1 | 0 | 4 | 9  | 14 | −5  | 3    |
| 6     | США            | 5 | 1 | 0 | 4 | 4  | 13 | −9  | 3    |

| 29 июля 2012 21:15 (UTC+1) | \| Германия \| \| США \| | Лондон Ривербанк Арена |
| Германия                   |                          | США                    |

| 31 июля 2012 19:00 (UTC+1) | \| Аргентина \| \| США \| | Лондон Ривербанк Арена |
| Аргентина                  |                           | США                    |

| 2 августа 2012 10:45 (UTC+1) | \| Австралия \| \| США \| | Лондон Ривербанк Арена |
| Австралия                    |                           | США                    |

| 4 августа 2012 19:00 (UTC+1) | \| США \| \| Новая Зеландия \| | Лондон Ривербанк Арена |
| США                          |                                | Новая Зеландия         |

| 6 августа 2012 10:45 (UTC+1) | \| США \| \| ЮАР \| | Лондон Ривербанк Арена |
| США                          |                     | ЮАР                    |